# Tempio di Onore e Virtù

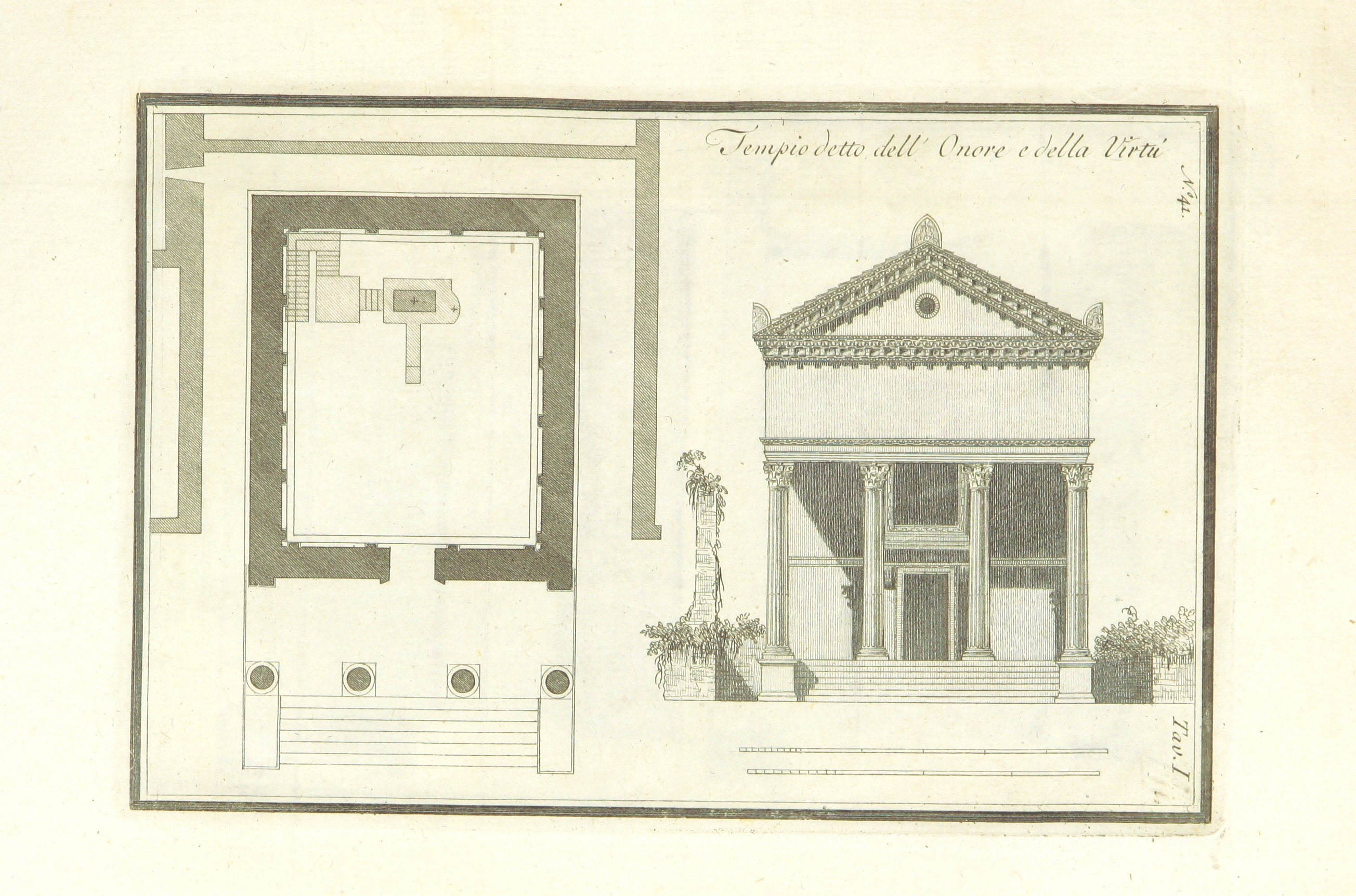
Tempio detto dell' Onore e della Virtù, Roma

Il tempio di Onore e Virtù (in latino Aedes Honoris et Virtutis) era un edificio sacro, di cui non si conserva nulla, ubicato nella Regio I dell'antica Roma.
Sorgeva appena all'esterno della porta Capena, probabilmente sul lato settentrionale della via Appia.

Di fronte a questi templi si trovava l'Ara Fortuna Redux.
Il tempio è citato come prima voce della Regio I nei Cataloghi regionari.

## Storia
La prima fondazione del tempio fu effettuata da Quinto Fabio Massimo Verrucoso nel 234 a.C. a seguito della sua vittoria sui Liguri.

Il 17 luglio dello stesso anno esso fu dedicato a Onore.
Dopo la battaglia di Casteggio (Clastidium), nel 222 a.C., Marco Claudio Marcello fece voto di dedicare un tempio a Onore e a Virtù, voto che rinnovò dopo la cattura di Siracusa. Nel 208, egli provò, però, ad adempiere il voto ridedicando il tempio esistente di Onore ad entrambi gli dei, cosa che fu vietata dai pontefici (un'unica cella non poteva essere dedicata a due dei).
Pertanto, Marcello restaurò il tempio di Onore ed edificò una nuova cella dedicata a Virtù, rendendolo un tempio doppio.

Questo fu dedicato da suo figlio nel 205 a.C..

In esso erano custoditi molti tesori che Marcello portò da Siracusa, di cui, ai tempi di Livio, gran parte era scomparsa.

In esso si custodiva anche l'aedicula Camenarum, l'antico sacello di bronzo che si riteneva risalire ai tempi di Numa Pompilio, che fu poi trasferito nel tempio di Ercole delle Muse.
Il tempio fu poi restaurato da Vespasiano e decorato dai due artisti Cornelio Pino e Attio Prisco.
Di esso si ha menzione per l'ultima volta nel IV secolo nei Cataloghi regionari.